# Ernst Thälmann
|  | No s'ha de confondre amb Ernst-Alfred Thalmann. |

Ernst Thälmann (Hamburg, 16 d'abril del 1886 – Buchenwald, 18 d'agost del 1944) fou el líder del Partit Comunista d'Alemanya (KPD) durant bona part de la República de Weimar. Fou detingut per la Gestapo el 1933 i romangué pres durant onze anys, abans de ser afusellat a Buchenwald seguint ordres d'Adolf Hitler el 1944.
El 1936, el Batalló Thälmann de les Brigades Internacionals durant la Guerra Civil espanyola prengué aquest nom en honor seu.

## Carrera política
Nascut a Hamburg, Thälmann fou membre del Partit Socialdemòcrata d'Alemanya fins al 1903. Entre el 1904 i el 1913 treballà de camàlic en un vaixell de càrrega. Va ser dispensat de seguida del servei militar perquè ja se'l considerava un agitador polític.
El dia abans de la seva crida per a incorporar a les forces alemanyes durant la Primera Guerra Mundial, el gener del 1915, es casà amb Rosa Koch. Cap a finals del 1917 es va fer membre del Partit Socialdemòcrata Independent d'Alemanya (USPD).

### KPD

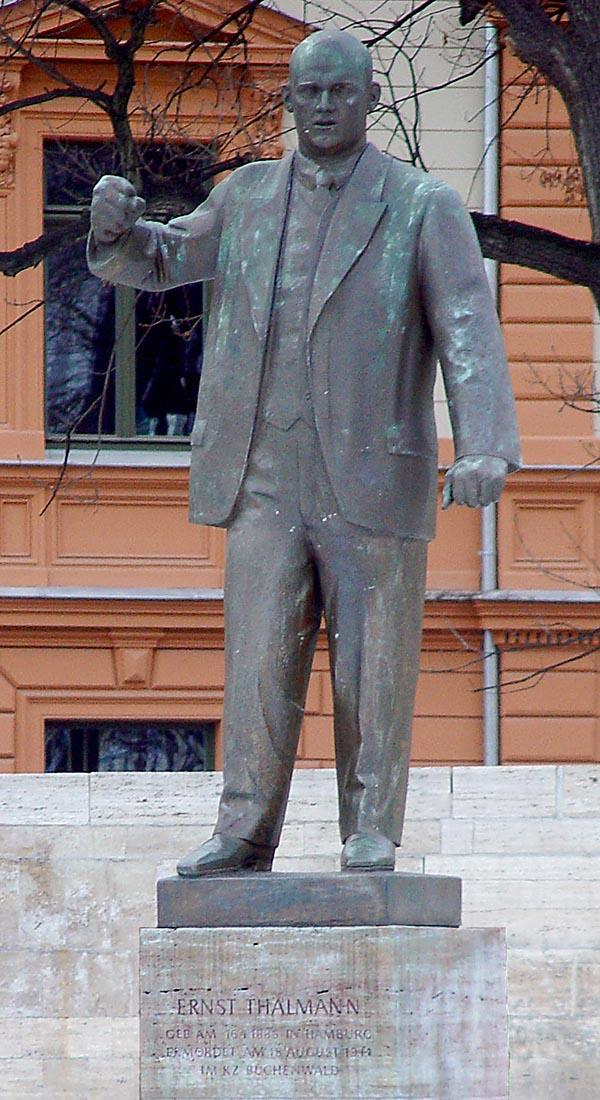
Estàtua d'Ernst Thälmann a Weimar

Quan l'USPD es divideix davant el dubte d'unir-se al Komintern, Thälmann es posiciona amb el sector procomunista que el novembre del 1920 decideix fusionar-se amb el Partit Comunista d'Alemanya (KPD). El desembre, Thälmann era escollit membre del Comitè Central del KPD. El març del 1921, era acomiadat de la seva feina a causa de les seves activitats polítiques. Aquell estiu, Thälmann se n'anava com a representant del KPD al 3r Congrés del Komintern a Moscou i coneixia Lenin. El juny del 1922, Thälmann sobrevivia a un intent d'assassinat al seu pis. Membres de l'organització de dreta nacionalista "Consul" llançava una granada de mà al seu pis, a la planta baixa. La seva muller i filla en sortiren indemnes i Thälmann tornava a casa poc després.
Thälmann participà i ajudar a organitzar la Revolta d'Hamburg l'octubre del 1923. La revolta fracassà, i Thälmann s'hagué d'amagar una temporada. A la mort de Lenin el gener del 1924, Thälmann va visitar Moscou i mantingué una guàrdia d'honor al peu del taüt. A partir del febrer del 1924 fou vicepresident del KPD i, a partir de maig, membre del Reichstag. Al 5è Congrés del Komintern d'aquell estiu fou designat per al Comitè Executiu i poc temps després per al Comitè de Direcció. El febrer del 1925 esdevingué president de la Roter Frontkämpferbund (RFB), l'organització de defensa del KPD.
L'octubre del 1925, Thälmann és elegit president del KPD i aquest mateix any és candidat a la Presidència alemanya. La presència de la candidatura de Thälmann a la segona volta divideix el vot de centreesquerra i ajuda que el conservador Paul von Hindenburg guanyi al candidat del Partit del Centre Wilhelm Marx. El 31 de gener del 1933, Hindenburg faria Adolf Hitler Canceller alemany.
L'octubre del 1926, Thälmann recolza una vaga d'estibadors al port d'Hamburg. Es fa en solidaritat amb una vaga dels miners anglesos que havia començat l'1 de maig i que havia beneficiat el port d'Hamburg en ser una alternativa a la producció del carbó. La intenció de Thälmann fou impedir que el port d'Hamburg actués d'esquirol de la vaga dels miners anglesos. El març va prendre part en una manifestació a Berlín i fou ferit per un cop de sabre.

### El KPD contra el SPD
Al 12è Congrés del KPD celebrat el mes de juny del 1929 a Berlín-Wedding i d'acord amb la posició adoptada pels líders soviètics sota la direcció de Stalin, Thälmann adoptà una actitud política de confrontació amb el SPD. Aquesta circumstància venia precedida dels fets tràgics del "Maig sagnant", durant els quals 32 persones foren assassinades per la policia en la repressió de manifestacions que havien estat prohibides pel Ministre de l'Interior, el social-demòcrata Carl Severing. Des de la I Guerra Mundial, amb el suport dels socialdemòcrates a la guerra, combatuda pels comunistes i l'esquerra, el govern del SPD encapçalat per Friederich Ebert practicava una dura repressió contra els comunistes, socialistes d'esquerra i anarquistes. El govern d'Ebert escalfà l'aixecament espartaquista i perseguí els líders i militants les organitzacions d'esquerra, arribant a l'assassinat de Rosa Luxemburg i Karl Liebnecht o l'atac i liquidació de les experiències de la República Soviètica de Baviera i la República de Consells de Bremen, a mans dels paramilitars Freikorps, creats per ministre socialdemòcrata de guerra Gustav Noske. En aquest context es produí l'enfrontament del KPD i el SPD.
Al mateix temps que Thälmann i el KPD s'enfrontaven al SPD com el seu major enemic, un acord del Komintern declarava els socialdemòcrates i els socialistes "socialfeixistes". Ja el 1927, Karl Kilbom, el representant del Komintern a Alemanya havia començat a enfrontar-se aquesta tendència d'extrema esquerra de Thälmann dins el partit Comunista d'Alemanya, però li fou impossible perquè això representava enfrontar-se a Stalin. Aquesta equiparació de la Socialdemocràcia amb el "Socialfeixisme" es mantingué fins al 1935, quan el Komintern cridà oficialment a formar un front popular de tots els socialistes, liberals i fins i tot conservadors contra l'amenaça nazi.
El març del 1932, Thälmann fou una altra vegada candidat a la Presidència alemanya, aquest cop contra Paul von Hindenburg i el líder del Partit Nacional Socialista dels Treballadors Alemanys, Adolf Hitler. El lema de campanya del KPD era "Un vot per Hindenburg és un vot per Hitler; un vot per Hitler és un vot per la guerra". Després de l'arribada al poder dels nazis el gener del 1933, Thälmann proposà que el SPD i el KPD organitzessin una vaga general contra Hitler, però el SPD no es va acceptar. El febrer, en una sessió del Comitè Central del ja il·legalitzat KPD que tingué lloc a Königs Wusterhausen, prop de Berlín, Thälmann feu una crida a l'enderrocament per la força del govern feixista de Hitler. El KPD fou durament reprimit, milers dels seus membres empresonats, deportats als camps i assassinats. Després dels comunistes, altres partits d'esquerra i minories seguirien el mateix camí.

## Empresonament

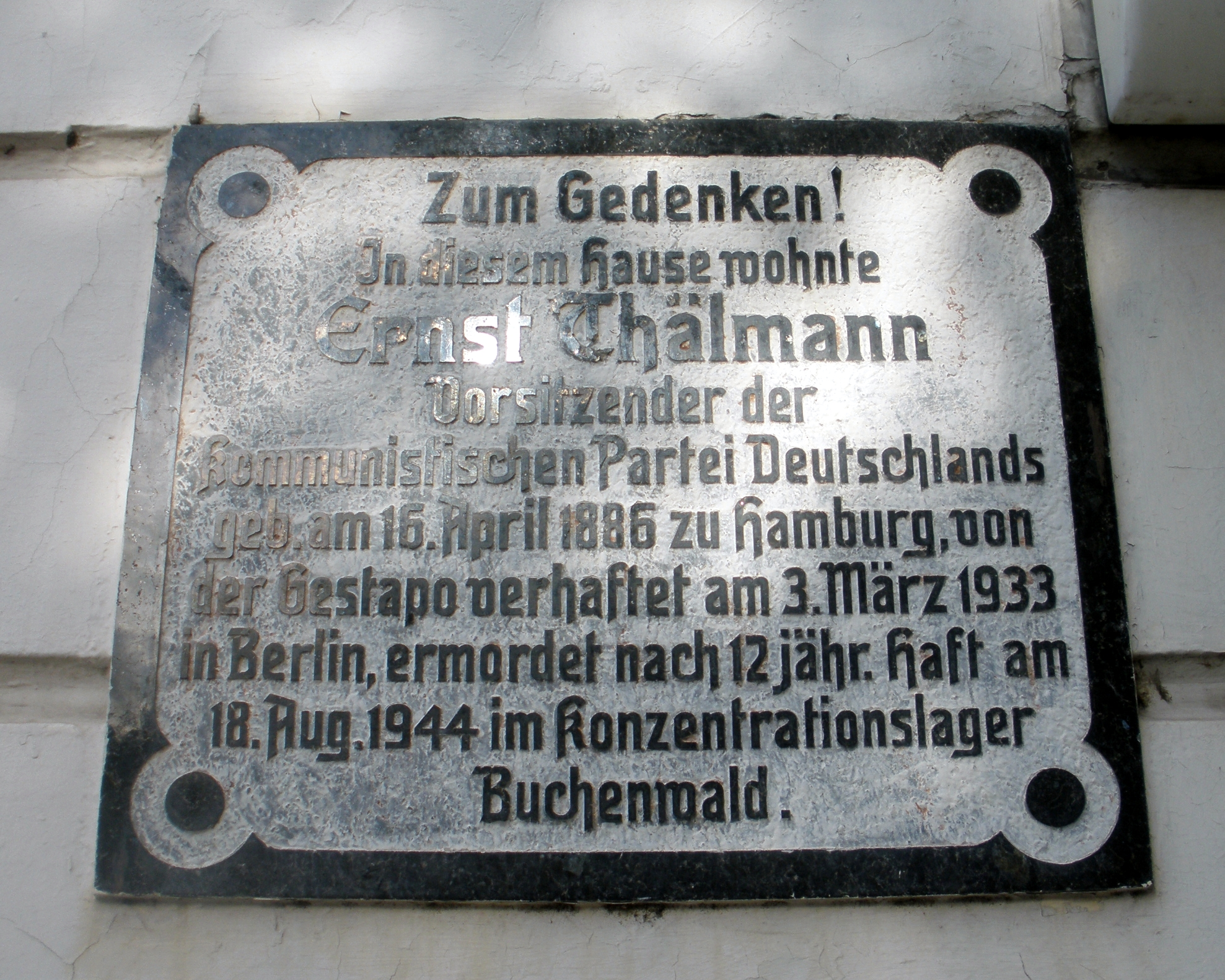
Placa commemorativa a la seva casa a Eppendorf a la plaça que el 1985 va ser rebatejada Ernst-Thälmann-Platz.

El 3 de març era arrestat a Berlín per la Gestapo. El judici, que ell demanà, no va tenir mai lloc. La interpretació que en feu Thälmann era que els seus dos advocats defensors, tots dos membres del Partit Nazi, sospitaven que volia fer del judici una crida a l'opinió pública de tot el món per a denunciar el règim nazi. A més a més, Thälmann assumia que, després del fracàs per a involucrar el búlgar Gueorgui Dimitrov en l'incendi del Reichstag, el règim nazi no voldria una nova possibilitat de fer el ridícul als tribunals.
Per l'aniversari dels seus 50 anys, l'abril del 1936, Thälmann rebé ànims de tot el món, fins i tot de Màxim Gorky i Heinrich Mann. Aquell mateix any, esclatava la Guerra Civil espanyola i dues unitats de les Brigades Internacionals, majoritàriament integrades per voluntaris comunistes alemanys, portaren el seu nom: Batalló Thälmann.
Thälmann patí durant 11 anys un confinament en solitari. L'agost del 1944, fou transferit de la presó de Bautzen al camp de concentració de Buchenwald, on finalment fou afusellat el 18 d'agost seguint ordres de Hitler. El seu cos fou ràpidament incinerat i immediatament després els nazis anunciaven que Thälmann havia mort el 23 d'agost durant un atac aeri aliat, juntament amb Rudolf Breitscheid.

## Llegat

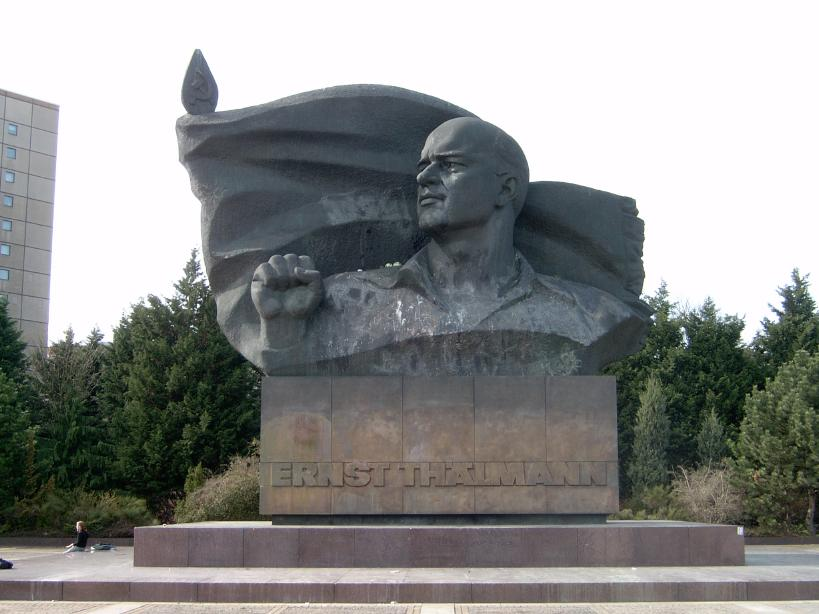
Monument a Ernst Thälmann al Parc d'Ernst Thälmann de Berlín

A partir del 1945, Ernst Thälmann fou –juntament amb altres líders comunistes també assassinats, com ara Rosa Luxemburg o Karl Liebknecht– profusament reconegut a l'Alemanya Oriental, on nombroses institucions (escoles, carrers, fàbriques) portaren el seu nom. La majoria d'aquests noms foren després abolits en la reunificació d'Alemanya. Els anys 60, Cuba posà el seu nom a una petita illa, l'Illa Ernst Thälmann, que regalà a la República Democràtica Alemanya.
Durant l'etapa al capdavant del KPD, Thälmann va alinear els comunistes alemanys amb l'hegemonia del Partit Comunista de la Unió Soviètica a Moscou. Els partidaris de disposar de més autonomia foren expulsats. Clara Zetkin, juntament amb Rosa Luxemburg una de les líders femenines de les comunistes alemanyes, descrigué Thälmann com a "desinformat i no educat en la teoria" i tancat en un "autoengany mancat de sentit crític i ple de sobèrbia", que "voreja la megalomania". L'estratègia del KPD durant la República de Weimar, de tractar el SPD (que tenia un component socialista molt pobre en els governs d'aquell període) com el seu principal enemic polític, debilità força les forces opositores al nacionalsocialisme emergent i contribuí al seu ascens al poder.
Els anys 1950 fou filmada a l'Alemanya Oriental una pel·lícula, en dues parts, que portava el nom d'Ernst Thälmann. El compositor i activista britànic Cornelius Cardew, va escriure les Variacions Thälman, una peça per a piano en la seva memòria.